# Göljahults naturreservat
Göljahult är ett naturreservat i Ronneby kommun i Blekinge län.
Området är skyddat sedan 1959 och omfattar 2 hektar. Det är beläget i norra delen av Ronneby kommun väster om Eringsboda. Där växer ett bestånd av ormgranar. På dessa sitter barren direkt på grenarna, som saknar småkvistar. Detta ger ett slingrande ormlikt utseende.
Göljahult är ett av Blekinges äldsta naturskyddade områden och fridlystes som naturminne redan 1959.